# 24 Hores de Montjuïc 1971
L'edició de 1971 de les 24 Hores de Montjuïc fou la 17a d'aquesta prova, organitzada per la Penya Motorista Barcelona al Circuit de Montjuïc el cap de setmana del 3 i 4 de juliol.
Era la segona prova de la Copa FIM de resistència.

## Classificació general
| Posició | Pilot 1            | Pilot 2           | Motocicleta | Voltes |
| ------- | ------------------ | ----------------- | ----------- | ------ |
| 1       | Augusto Brettoni   | Sergio Angiolini  | Laverda 750 | 687    |
| 2       | Clive Brown        | Nigel Rollason    | BSA         | 679    |
| 3       | Bruno Cretti       | Ron Wittich       | Laverda     | 671    |
| 4       | Roland Borel       | Philippe Schreyer | Laverda     | 668    |
| 5       | Gary Green         | Peter McKinley    | Triumph     | 656    |
| 6       | Salvador Cañellas  | Quique De Juan    | Bultaco 360 | 652    |
| 7       | Peter Jones        | Keith Martin      | Suzuki      | 652    |
| 8       | Benjamí Grau       | Joan Bordons      | Bultaco 360 | 645    |
| 9       | Alexander Schirmer | Horst Glück       | BMW         | 637    |
| 10      | Mick Nugent        | Graham Sharp      | Triumph     | 629    |

1. ↑  2.605,948 km totalitzats, a una velocitat mitjana de 108,581 km/h.

## Trofeus addicionals
- XVII Trofeu "Centauro" de El Mundo Deportivo: Laverda (Augusto Brettoni - Sergio Angiolini)